# Giuseppe Antonio Sala
Giuseppe Antonio Sala (Roma, 27 de outubro de 1762 - Roma, 23 de junho de 1839) foi um cardeal italiano.

## Biografia
Nasceu em Roma em 27 de outubro de 1762. Filho de Giuseppe Antonio Maria Sala, funcionário da alfândega, e de Ana Sacchetti. Teve dois irmãos: Domenico (estava a serviço de dom Pier Antonio Tioli na Cúria Romana) e Giovanni (contador da SC do Bom Governo); e quatro irmãs: Teresa (uma freira), Maria Caterina (casada com Baldassare Cugnoni), Rosalba (uma freira) e Gertrude (casada com Giovanni Battista Apolloni).
Estudou letras e filosofia no Collegio Romano; e teologia na Faculdade Dominicana de S. Maria sopra Minerva, obtendo o doutorado em teologia em 1761.
Ordenado, (sem mais informações encontradas). Secretário da legação papal em Paris, 1801-1804; participou das negociações da Concordata de 1801 entre a França e a Santa Sé para regular a vida da Igreja no país após a Revolução Francesa. Secretário da delegação apostólica que Pio VII estabeleceu em Roma quando foi forçado a deixar a cidade pelos franceses, 1809; expulso para a Úmbria. Secretário da SC da Reforma e da SC dos Assuntos Eclesiásticos Extraordinários, 1814. Secretário da SC dos Ritos e do Conselho Tridentino, dezembro de 1825.
Criado cardeal sacerdote no consistório de 30 de setembro de 1831; recebeu o chapéu vermelho em 3 de outubro de 1831; e o título de S. Maria della Pace, 24 de fevereiro de 1832. Ele foi designado para o SS.CC. do Conselho Tridentino, Assuntos Eclesiásticos Extraordinários, Ritos, Reconstrução da Basílica de S. Paolo fuori le mura, Residência dos Bispos, Indez, Propaganda Fide e da Congregação Particular da China. Presidente de uma comissão de saúde pública para os hospitais da reforma, 1834. Prefeito da SC do Índice, 21 de março de 1834 até 21 de novembro de 1834. Prefeito da SC dos Bispos e Regulares, 21 de novembro de 1834 até sua morte. Presidente do Hospital de S. Giacomo em Augusta. Arcipreste da basílica patriarcal da Libéria, 11 de dezembro de 1838.
Morreu em Roma em 23 de junho de 1839, ao meio-dia; em 21 de junho, ele recebeu os últimos sacramentos. Exposto na igreja de S. Carlo ai Catinari, Roma, onde se realizou o funeral; e enterrado em seu título, S. Maria della Pace. Seu sobrinho e herdeiro, Pietro Sala, ergueu um monumento à sua memória no lado direito da porta principal daquela igreja. Ele tinha uma grande coleção de livros que deixou para os padres jesuítas.